# Jugendbundesliga der weiblichen A-Jugend (Handball) 2018/19
Die Saison 2018/19 der Jugendbundesliga Handball (JBLH) weiblich ist die sechste Spielzeit der höchsten deutschen Spielklasse im Handball der weiblichen A-Jugend. Sie begann am 8. September 2018 mit dem ersten Spieltag der Vorrunde und endet mit dem Final Four am 15./16. Juni 2019. Ausrichter der Jugendbundesliga weiblich 2018/19 ist der Deutsche Handballbund (DHB).

## Gruppeneinteilung
Vom Jugendspielausschuss des DHB wurde am 15. Juni 2018 folgende Gruppeneinteilung festgelegt:
- Gruppe 1: HC Leipzig, TV Nellingen, HCD Gröbenzell
- Gruppe 2: SG BBM Bietigheim, wJSG Bad Soden/Schwalb/N., TuS Schutterwald
- Gruppe 3: TV Aldekerk, SG Kappelwindeck/Steinbach, HSG Bensheim/Auerbach
- Gruppe 4: BV Borussia Dortmund, DJK SF Budenheim, TG Hörste
- Gruppe 5: HSG Blomberg-Lippe, SV Union Halle-Neustadt, HSG Marne/Brunsbüttel
- Gruppe 6: TSV Bayer 04 Leverkusen, PSV Recklinghausen, SG Rödertal/Radeberg
- Gruppe 7: VfL Oldenburg, TSV Nord Harrislee, Rostocker HC
- Gruppe 8: Buxtehuder SV, Frankfurter HC, HSG Nienburg

## Vorrunde

### Gruppe 1
Der HC Leipzig dominierte in Gruppe 1 und stand frühzeitig als Gruppensieger fest. Ebenfalls für die Zwischenrunde qualifizierte sich der HCD Gröbenzell, während der TV Nellingen bereits vor dem abschließenden Spiel gegen Leipzig ausgeschieden war.
| Pl. | Verein         | Sp. | S | U | N | Tore     | Diff. | Punkte |
| --- | -------------- | --- | - | - | - | -------- | ----- | ------ |
| 1.  | HC Leipzig     | 4   | 4 | 0 | 0 | 0126:790 | +47   | 08:00  |
| 2.  | HCD Gröbenzell | 4   | 1 | 1 | 2 | 088:1130 | −25   | 03:50  |
| 3.  | TV Nellingen   | 4   | 0 | 1 | 3 | 092:1140 | −22   | 01:70  |

### Gruppe 2
Bereits vor der abschließenden Begegnung standen in der Gruppe 2 die Platzierungen fest. Im entscheidenden Spiel um den Gruppensieg konnte die SG BBM Bietigheim ihre verletzungsbedingten Ausfälle nicht kompensieren und musste sich der Bad Sodener Spielgemeinschaft deutlich mit 27:36 geschlagen geben. Beide Mannschaften waren zuvor bereits für die Zwischenrunde qualifiziert. Der TuS Schutterwald schied nach knappen Niederlagen in allen vier Spielen aus.
| Pl. | Verein                                    | Sp. | S | U | N | Tore      | Diff. | Punkte |
| --- | ----------------------------------------- | --- | - | - | - | --------- | ----- | ------ |
| 1.  | wJSG Bad Soden/Schwalbach/Niederhöchstadt | 4   | 3 | 0 | 1 | 0125:1130 | +12   | 06:20  |
| 2.  | SG BBM Bietigheim                         | 4   | 3 | 0 | 1 | 0108:1110 | −3    | 06:20  |
| 3.  | TuS Schutterwald                          | 4   | 0 | 0 | 4 | 0112:1210 | −9    | 00:80  |

### Gruppe 3
Mit vier Siegen in vier Spielen setze sich die SG Kappelwindeck/Steinbach letztlich souverän in der Gruppe 3 durch. Als Gruppenzweiter qualifizierte sich der TV Aldekerk ebenfalls für die Zwischenrunde. Ohne Punkte blieb die HSG Bensheim/Auerbach und schied aus.
| Pl. | Verein                     | Sp. | S | U | N | Tore      | Diff. | Punkte |
| --- | -------------------------- | --- | - | - | - | --------- | ----- | ------ |
| 1.  | SG Kappelwindeck/Steinbach | 4   | 4 | 0 | 0 | 0119:990  | +20   | 08:00  |
| 2.  | TV Aldekerk                | 4   | 2 | 0 | 2 | 0100:1030 | −3    | 04:40  |
| 3.  | HSG Bensheim/Auerbach      | 4   | 0 | 0 | 4 | 0106:1230 | −17   | 00:80  |

### Gruppe 4
Mit souveränen Siegen wurde Borussia Dortmund in der Gruppe 4 frühzeitig Gruppensieger. Den zweiten Platz, verbunden mit dem Erreichen der Zwischenrunde, sicherte sich Budenheim durch einen deutlichen 34:23-Heimsieg im entscheidenden Spiel gegen die TG Hörste. Das abschließende Spiel zwischen Budenheim und Dortmund war bedeutungslos.
| Pl. | Verein               | Sp. | S | U | N | Tore      | Diff. | Punkte |
| --- | -------------------- | --- | - | - | - | --------- | ----- | ------ |
| 1.  | BV Borussia Dortmund | 4   | 4 | 0 | 0 | 0135:960  | +39   | 08:00  |
| 2.  | DJK SF Budenheim     | 4   | 1 | 0 | 3 | 0120:1290 | −9    | 02:60  |
| 3.  | TG Hörste            | 4   | 1 | 0 | 3 | 090:1200  | −30   | 02:60  |

### Gruppe 5
In der Gruppe 5 entschied die HSG Marne/Brunsbüttel den direkten Vergleich gegen Blomberg-Lippe für sich und wurde nach einem 44:32-Sieg im abschließenden Spiel gegen Union Halle-Neustadt Gruppensieger. Nach deutlichen Niederlagen in allen vier Spielen schied das Team aus Halle (Saale) aus.
| Pl. | Verein                  | Sp. | S | U | N | Tore      | Diff. | Punkte |
| --- | ----------------------- | --- | - | - | - | --------- | ----- | ------ |
| 1.  | HSG Marne/Brunsbüttel   | 4   | 3 | 0 | 1 | 0152:1280 | +24   | 06:20  |
| 2.  | HSG Blomberg-Lippe      | 4   | 3 | 0 | 1 | 0133:1140 | +19   | 06:20  |
| 3.  | SV Union Halle-Neustadt | 4   | 0 | 0 | 4 | 0109:1520 | −43   | 00:80  |

### Gruppe 6
In der Gruppe 6 sicherte sich Bayer 04 Leverkusen aufgrund des besseren direkten Vergleichs den Gruppensieg vor der SG Rödertal/Radeberg. Beide Mannschaften qualifizierten sich für die Zwischenrunde, während der PSV Recklinghausen punktlos ausschied.
| Pl. | Verein                  | Sp. | S | U | N | Tore      | Diff. | Punkte |
| --- | ----------------------- | --- | - | - | - | --------- | ----- | ------ |
| 1.  | TSV Bayer 04 Leverkusen | 4   | 3 | 0 | 1 | 0118:880  | +30   | 06:20  |
| 2.  | SG Rödertal/Radeberg    | 4   | 3 | 0 | 1 | 0117:1140 | +3    | 06:20  |
| 3.  | PSV Recklinghausen      | 4   | 0 | 0 | 4 | 091:1240  | −33   | 00:80  |

### Gruppe 7
In Gruppe 7 konnte der VfL Oldenburg seine ersten drei Partien gewinnen und sich damit vorzeitig den Gruppensieg sichern. In der letzten Begegnung gewann Nord Harrislee mit 30:25 in Rostock und erreichte damit ebenfalls die Zwischenrunde; der Rostocker HC schied aus.
| Pl. | Verein             | Sp. | S | U | N | Tore      | Diff. | Punkte |
| --- | ------------------ | --- | - | - | - | --------- | ----- | ------ |
| 1.  | VfL Oldenburg      | 4   | 3 | 0 | 1 | 0105:980  | +7    | 06:20  |
| 2.  | TSV Nord Harrislee | 4   | 2 | 0 | 2 | 0107:1090 | −2    | 04:40  |
| 3.  | Rostocker HC       | 4   | 1 | 0 | 3 | 095:1000  | −5    | 02:60  |

### Gruppe 8
In der Gruppe 8 entschied der Frankfurter HC den direkten Vergleich gegen Buxtehude knapp für sich und sicherte sich im abschließenden Spiel gegen die HSG Nienburg den Gruppensieg. Buxtehude erreichte als Gruppenzweiter ebenfalls die Zwischenrunde, während Nienburg punktlos ausschied.
| Pl. | Verein         | Sp. | S | U | N | Tore     | Diff. | Punkte |
| --- | -------------- | --- | - | - | - | -------- | ----- | ------ |
| 1.  | Frankfurter HC | 4   | 3 | 0 | 1 | 0108:920 | +16   | 06:20  |
| 2.  | Buxtehuder SV  | 4   | 3 | 0 | 1 | 0106:930 | +13   | 06:20  |
| 3.  | HSG Nienburg   | 4   | 0 | 0 | 4 | 097:1260 | −29   | 00:80  |

## Zwischenrunde
Für die Zwischenrunde qualifizierten sich die jeweils beiden erstplatzierten Mannschaften der acht Vorrundengruppen. Gespielt wurde an drei Wochenenden zwischen dem 13. Januar und 24. Februar 2019 in vier Gruppen, wobei sich die jeweils beiden Erstplatzierten für das Viertelfinale qualifizierten. Gemäß den Durchführungsbestimmungen des DHB ergab sich folgende Gruppeneinteilung für die Zwischenrunde:

### Gruppe A
| Pl.                     | Verein               | Sp. | S | U | N | Tore    | Diff. | Punkte |
| ----------------------- | -------------------- | --- | - | - | - | ------- | ----- | ------ |
| 1.                      | BV Borussia Dortmund | 3   | 3 | 0 | 0 | 091:750 | +16   | 06:00  |
| 2.                      | Frankfurter HC       | 3   | 1 | 0 | 2 | 080:790 | +1    | 02:40  |
| 3.                      | SG Rödertal/Radeberg | 3   | 1 | 0 | 2 | 081:900 | −9    | 02:40  |
| 4.                      | TV Aldekerk          | 3   | 1 | 0 | 2 | 077:850 | −8    | 02:40  |
| Stand: 24. Februar 2019 |                      |     |   |   |   |         |       |        |

### Gruppe B
| Pl.                     | Verein                     | Sp. | S | U | N | Tore     | Diff. | Punkte |
| ----------------------- | -------------------------- | --- | - | - | - | -------- | ----- | ------ |
| 1.                      | TSV Bayer 04 Leverkusen    | 3   | 3 | 0 | 0 | 090:760  | +14   | 06:00  |
| 2.                      | Buxtehuder SV              | 3   | 2 | 0 | 1 | 074:710  | +3    | 04:20  |
| 3.                      | SG Kappelwindeck/Steinbach | 3   | 1 | 0 | 2 | 080:790  | +1    | 02:40  |
| 4.                      | DJK SF Budenheim           | 3   | 0 | 0 | 3 | 089:1070 | −18   | 00:60  |
| Stand: 24. Februar 2019 |                            |     |   |   |   |          |       |        |

### Gruppe C
| Pl.                     | Verein                | Sp. | S | U | N | Tore      | Diff. | Punkte |
| ----------------------- | --------------------- | --- | - | - | - | --------- | ----- | ------ |
| 1.                      | HSG Marne/Brunsbüttel | 3   | 3 | 0 | 0 | 0118:1020 | +16   | 06:00  |
| 2.                      | HCD Gröbenzell        | 3   | 2 | 0 | 1 | 089:920   | −3    | 04:20  |
| 3.                      | VfL Oldenburg         | 3   | 1 | 0 | 2 | 099:1000  | −1    | 02:40  |
| 4.                      | SG BBM Bietigheim     | 3   | 0 | 0 | 3 | 098:1100  | −12   | 00:60  |
| Stand: 23. Februar 2019 |                       |     |   |   |   |           |       |        |

### Gruppe D
| Pl.                     | Verein                                    | Sp. | S | U | N | Tore     | Diff. | Punkte |
| ----------------------- | ----------------------------------------- | --- | - | - | - | -------- | ----- | ------ |
| 1.                      | HC Leipzig                                | 3   | 3 | 0 | 0 | 099:660  | +33   | 06:00  |
| 2.                      | HSG Blomberg-Lippe                        | 3   | 2 | 0 | 1 | 0100:730 | +27   | 04:20  |
| 3.                      | TSV Nord Harrislee                        | 3   | 1 | 0 | 2 | 084:1010 | −17   | 02:40  |
| 4.                      | wJSG Bad Soden/Schwalbach/Niederhöchstadt | 3   | 0 | 0 | 3 | 063:1060 | −43   | 00:60  |
| Stand: 24. Februar 2019 |                                           |     |   |   |   |          |       |        |

## Viertelfinale
Die jeweils beiden erstplatzierten Mannschaften der vier Zwischenrundengruppen qualifizierten sich für das Viertelfinale. Dieses wurde im K.-o.-System mit Hin- und Rückspiel zwischen dem 30. März und 14. April 2019 ausgetragen.
| Datum             | Uhrzeit   | Heimmannschaft          |   | Gastmannschaft          | Ergebnis      |
| ----------------- | --------- | ----------------------- | - | ----------------------- | ------------- |
| 1. Viertelfinale: |           |                         |   |                         |               |
| 30. März 2019     | 16:00 Uhr | Buxtehuder SV           | – | HC Leipzig              | 22:36 (12:19) |
| 6. April 2019     | 15:00 Uhr | HC Leipzig              | – | Buxtehuder SV           | 26:23 (13:12) |
| 2. Viertelfinale: |           |                         |   |                         |               |
| 6. April 2019     | 13:00 Uhr | HSG Blomberg-Lippe      | – | TSV Bayer 04 Leverkusen | 21:32 (12:15) |
| 13. April 2019    | 16:00 Uhr | TSV Bayer 04 Leverkusen | – | HSG Blomberg-Lippe      | 27:24 (11:10) |
| 3. Viertelfinale: |           |                         |   |                         |               |
| 7. April 2019     | 15:00 Uhr | Frankfurter HC          | – | HSG Marne/Brunsbüttel   | 21:28 (10:9)  |
| 14. April 2019    | 15:00 Uhr | HSG Marne/Brunsbüttel   | – | Frankfurter HC          | 35:32 (18:17) |
| 4. Viertelfinale: |           |                         |   |                         |               |
| 7. April 2019     | 15:00 Uhr | HCD Gröbenzell          | – | BV Borussia Dortmund    | 22:29 (12:9)  |
| 14. April 2019    | 15:00 Uhr | BV Borussia Dortmund    | – | HCD Gröbenzell          | 37:21 (14:10) |

Mit Leipzig, Leverkusen, Marne/Brunsbüttel sowie Dortmund konnten sich im Viertelfinale die vier Gruppensieger der Zwischenrunde durchsetzen.

## Final Four
Das Final Four wurde am Wochenende 1./2. Juni 2019 in der Flensburger Wikinghalle ausgetragen; Ausrichter war die HSG Marne/Brunsbüttel.

### Halbfinale
Im Halbfinale um die Deutsche Meisterschaft 2019 trafen die vier Sieger des Viertelfinals aufeinander:
| Datum        | Uhrzeit   | Heimmannschaft       |   | Gastmannschaft        | Ergebnis                   |
| ------------ | --------- | -------------------- | - | --------------------- | -------------------------- |
| 1. Juni 2019 | 14:00 Uhr | TSV Bayer Leverkusen | – | HSG Marne/Brunsbüttel | 31:29 n. V. (26:26, 15:12) |
| 1. Juni 2019 | 16:30 Uhr | HC Leipzig           | – | BV Borussia Dortmund  | 30:33 n. V. (27:27, 6:12)  |

In zwei spannenden Begegnungen, die beide erst nach Verlängerung entschieden wurden, erreichten Titelverteidiger Bayer Leverkusen sowie BVB Dortmund das Finale.

### Spiel um Platz 3
Die beiden Verlierer der Halbfinalspiele bestritten das Spiel um Platz 3:
| Datum        | Uhrzeit   | Heimmannschaft        |   | Gastmannschaft | Ergebnis      |
| ------------ | --------- | --------------------- | - | -------------- | ------------- |
| 2. Juni 2019 | 13:30 Uhr | HSG Marne/Brunsbüttel | – | HC Leipzig     | 33:39 (16:20) |

Durch einen ungefährdeten Sieg gegen Ausrichter HSG Marne/Brunsbüttel sicherte sich die weibliche A-Jugend des HC Leipzig Bronze.

### Finale
Die beiden Sieger der Halbfinalbegegnungen standen sich im Finale am 2. Juni 2019 vor über 700 Zuschauern gegenüber:
| Datum        | Uhrzeit   | Heimmannschaft       |   | Gastmannschaft       | Ergebnis      |
| ------------ | --------- | -------------------- | - | -------------------- | ------------- |
| 2. Juni 2019 | 16:00 Uhr | TSV Bayer Leverkusen | – | BV Borussia Dortmund | 21:22 (10:10) |

In einem dramatischen Endspiel, in der sich über die gesamte Spielzeit keine Mannschaft mehr als drei Tore absetzen konnte, besiegte die weibliche A-Jugend von Borussia Dortmund Titelverteidiger Bayer Leverkusen mit 22:21 und wurde Deutscher Meister 2019.